# 시몽 시네마의 101의 밤
시몽 시네마의 101의 밤(Les Cent Et Une Nuits De Simon Cinema, A Hundred And One Nights Of Simon Cinema)은 프랑스에서 제작된 야네스 바르다 감독의 1995년 코미디, 멜로/로맨스 영화이다. 미첼 피콜리 등이 주연으로 출연하였다.

## 출연

### 주연
- 미첼 피콜리
- 마르첼로 마스트로야니

### 조연
- 앙리 가르생
- 줄리 가예트
- 마티유 데미
- 엠마뉴엘 샐린저
- 아누크 에메
- 화니 아르당
- 쟝 뽈 벨몽도
- 로만느 보링거
- 상드린 보네르
- 장 클로드 브리알리
- 패트릭 브루엘
- 알랭 들롱
- 까뜨린느 드뇌브
- 로버트 드 니로
- 제라르 드빠르디유
- 해리슨 포드
- 지나 롤로브리지다
- 잔느 모로
- 한나 쉬굴라
- 사빈느 아젬마
- 제인 버킨
- 스티븐 도프
- 안드레아 페럴
- 어섬터 세너
- 다니엘 토스칸 두 플란티어
- 이자벨 아자니
- 장 위그 앙글라드
- 다니엘 오떼유
- 클린트 이스트우드
- 비르나 리지
- 살롬 블레크만스
- 알렉시아 스트레시
- 마리 피몬테지
- 엘레오노르 포리아트
- 프란시스코 라발
- 산드라 버나드
- 레오나르도 디카프리오
- 아리엘 돔바슬
- 엠마누엘 가보리트
- 대릴 한나
- 장 피에르 칼폰
- 에밀리 로이드
- 장 피에르 레오
- 마틴 쉰
- 해리 딘 스탠튼
- 에릭 자오알리

## 제작진
- 의상: 프랑수아 디슬
- 분장부문: 린 로저스
- 프로덕션매니저: 에릭 자오알리